# Лепотица и Звер 2: Чаробни Божић
Лепотица и Звер 2: Чаробни Божић (енгл. Beauty and the Beast: The Enchanted Christmas) амерички је анимирани божићни филмски мјузикл из 1997. године. Наставак је Дизнијевог филма Лепотица и Звер из 1991. године. Током 1997. продао је преко 7 милиона VHS касета.

## Радња
Ова чаробна прича смештена је у време Божића, али пре него што је Бел скинула чини са зачараног замка и његових становника. Покушавајући да створи топлу, празничну атмосферу, Бел је све своје зачаране пријатеље замолила да учествују у припремама славља упркос противљењу Звери, који мрзи божићне прославе.

## Гласовне улоге
| Улога          | Изворни глас       | Српски глас |
| -------------- | ------------------ | ----------- |
| Бел            | Пејџ О’Хара        |             |
| Звер           | Роби Бенсон        |             |
| Лумијер        | Џери Орбак         |             |
| Часворт        | Дејвид Огден Стирс |             |
| госпођа Чајник | Анџела Ленсбери    |             |
| Чип            | Хејли Џоел Осмент  |             |
| Анжелик        | Бернадет Питерс    |             |